# Saint-Ludger-de-Milot
Pour les articles homonymes, voir Milot et Ludger (homonymie).
Saint-Ludger-de-Milot est une municipalité du Québec, située dans la MRC de Lac-Saint-Jean-Est au Saguenay–Lac-Saint-Jean.

## Toponymie
La paroisse est d'abord canoniquement érigée en 1947 sous le nom de Saint-Ludger-de-Milot, avant de devenir puis municipalité de paroisse.
L'historien Victor Tremblay estime que le nom serait un hommage à Édouard Milot, guide des premiers explorateurs de la région.

## Géographie
À partir du lac Ménard, dans l'ouest de la municipalité, la rivière à Michel coule vers sud.
À partir du Petit lac Saint-Ludger, dans le nord-ouest, la rivière Saint-Ludger coule vers sud.
La rivière Milot traverse nord-est jusqu'à sa confluence rive droite avec la rivière Alex qui délimite l'est de la municipalité en coulant vers le sud.
La rivière Épiphane conflue sur la rive droite de la rivière Alex dans le nord-est.

## Démographie
| 1991 | 1996 | 2001 | 2006 | 2011 | 2016 | 2021 |
| ---- | ---- | ---- | ---- | ---- | ---- | ---- |
| 721  | 752  | 764  | 727  | 678  | 651  | 637  |

## Administration
Les élections municipales se font en bloc pour le maire et les six conseillers.
| Saint-Ludger-de-Milot Maires depuis 2001                                                                             |                       |         |          |
| Élection | Maire                 | Qualité | Résultat |
| 2001 | Louise Lamoureux-Jean |         | Voir     |
| 2005 | Marc Laliberté        |         | Voir     |
| 2009 | Marc Laliberté        | Voir    |          |
| 2013 | Marc Laliberté        | Voir    |          |
| 2017 | Marc Laliberté        | Voir    |          |
| 2021 | Marc Laliberté        | Voir    |          |
| Élection partielle en italique Depuis 2005, les élections sont simultanées dans toutes les municipalités québécoises |                       |         |          |

## Culture forestière
La Coopérative forestière de Petit Paris est fondée en 1968. Elle offre des services de travaux sylvicoles et d’exploitation forestière tout en œuvrant dans l’industrie du sciage, par sa filiale Produits forestiers Petit Paris, et dans la production de biomasse. Cette industrie forestière est le moteur économique de la communauté de Saint-Ludger-de-Milot. Elle a mérité le prix d’excellence dans la catégorie Développement durable du Gala des lauréats de la chambre de commerce et d’industrie Lac-Saint-Jean-Est. La Coopérative forestière de Petit Paris est reconnue comme un modèle en matière de développement durable. Pour cette raison, la municipalité de Saint-Ludger-de-Milot est dépositaire du marqueur identitaire fondé sur l’exploitation durable du territoire forestier de la région Saguenay—Lac-Saint-Jean. Le collectif d’artistes Interaction Qui a souligné ce fait en implantant le Tacon Site des Forêts en 2007 dans le cadre de la Grande Marche des Tacons Sites.

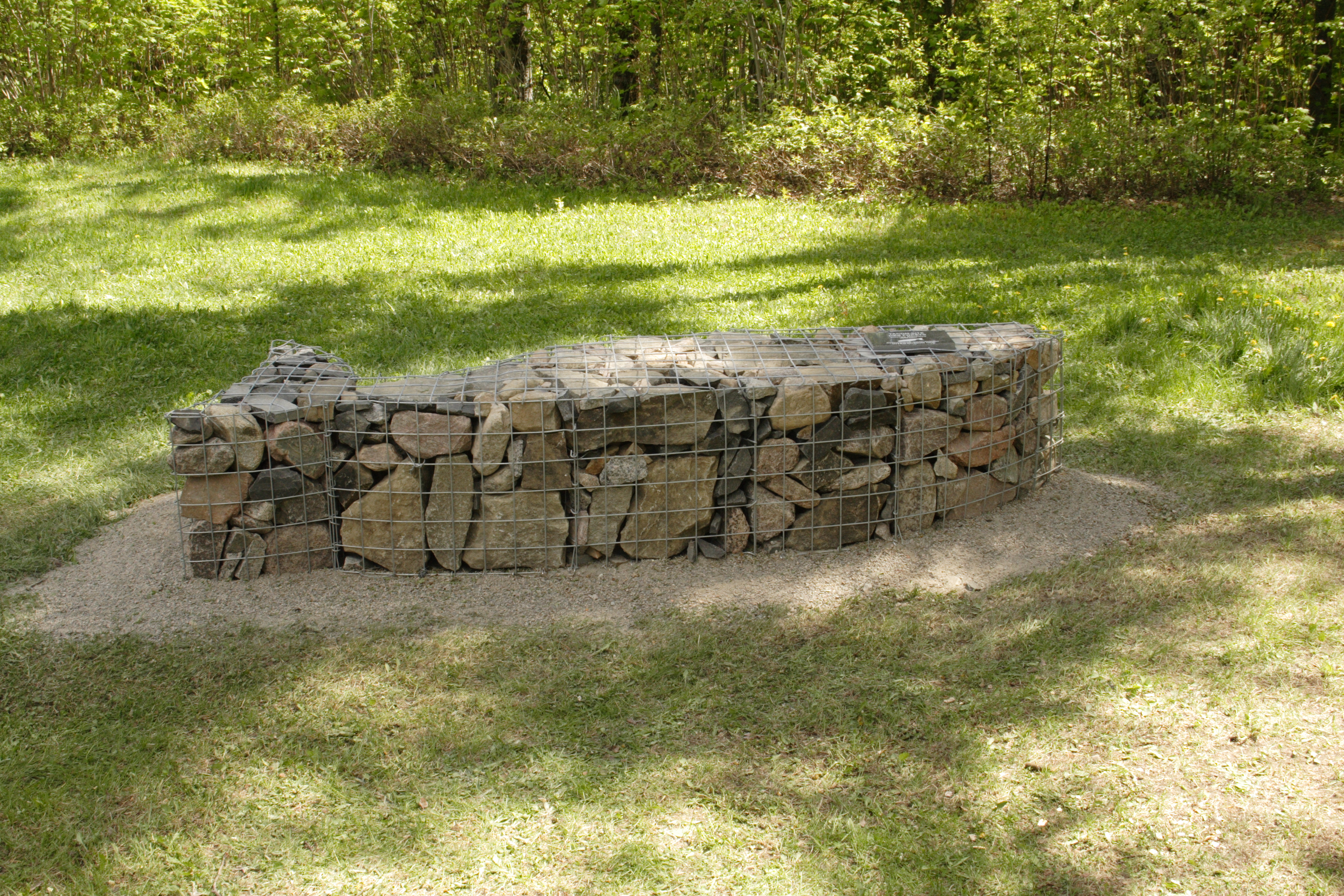
Tacon Site des Forêts.

## Attraits
Comme activités touristiques, le petit village de Saint-Ludger-de-Milot a un rodéo qui est préparé par un comité de bénévoles. Le rodéo de Milot se déroule sur le site du chalet récréatif (plage municipale), celle-ci est à proximité du chalet récréatif et du camping. Ce terrain de camping possède en tout 42 sites dont 12 qui n'ont aucun service. Il y a aussi un rassemblement de moto annuel au mois de juin avec plein d'activités.